# Rosemont (Kalifornien)
Rosemont ist ein census-designated place (CDP) im Sacramento County im US-Bundesstaat Kalifornien mit 23.510 Einwohnern (Stand: 2020). Die Gemeinde liegt bei den geographischen Koordinaten 38,55° Nord, 121,35° West. Das Gemeindegebiet hat eine Größe von 11,1 km².